# Sundararaj Niresh
Sundararaj Niresh (15 aprile 1998) è un calciatore singalese, centrocampista del Saunders e della Nazionale singalese.

## Carriera

### Club
Nel 2015 firma un contratto con il Saunders.

### Nazionale
Ha debuttato in Nazionale il 13 gennaio 2016, nell'amichevole Nepal-Sri Lanka (1-0).

## Statistiche

### Cronologia presenze e reti in nazionale
| Cronologia completa delle presenze e delle reti in nazionale ― Corea del Sud | Cronologia completa delle presenze e delle reti in nazionale ― Corea del Sud | Cronologia completa delle presenze e delle reti in nazionale ― Corea del Sud | Cronologia completa delle presenze e delle reti in nazionale ― Corea del Sud | Cronologia completa delle presenze e delle reti in nazionale ― Corea del Sud | Cronologia completa delle presenze e delle reti in nazionale ― Corea del Sud | Cronologia completa delle presenze e delle reti in nazionale ― Corea del Sud | Cronologia completa delle presenze e delle reti in nazionale ― Corea del Sud |
| Data                                                                         | Città                                                                        | In casa                                                                      | Risultato                                                                    | Ospiti                                                                       | Competizione                                                                 | Reti                                                                         | Note                                                                         |
| ---------------------------------------------------------------------------- | ---------------------------------------------------------------------------- | ---------------------------------------------------------------------------- | ---------------------------------------------------------------------------- | ---------------------------------------------------------------------------- | ---------------------------------------------------------------------------- | ---------------------------------------------------------------------------- | ---------------------------------------------------------------------------- |
| 10-10-2019                                                                   | Hwaseong                                                                     | Corea del Sud                                                                | 8 – 0                                                                        | Sri Lanka                                                                    | Qual. Mondiali 2022                                                          | -                                                                            | 38’                                                                          |
| Totale                                                                       |                                                                              | Presenze                                                                     | 1                                                                            |                                                                              | Reti                                                                         | 0                                                                            |                                                                              |